# Josef Tříška

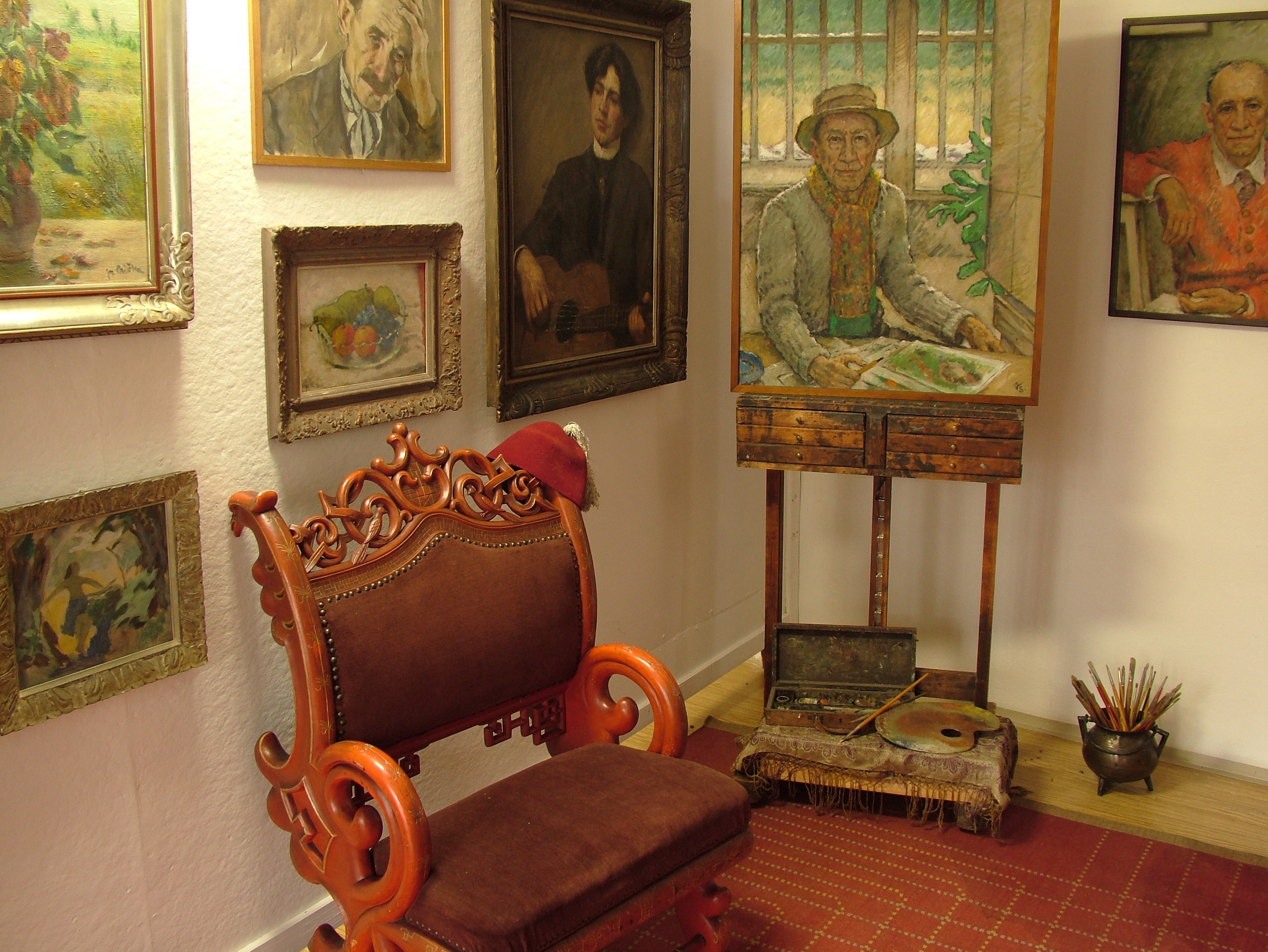
Výstavní síň s díly Josefa Tříšky umístěný v domě bývalé štěpánovské radnice, 2007

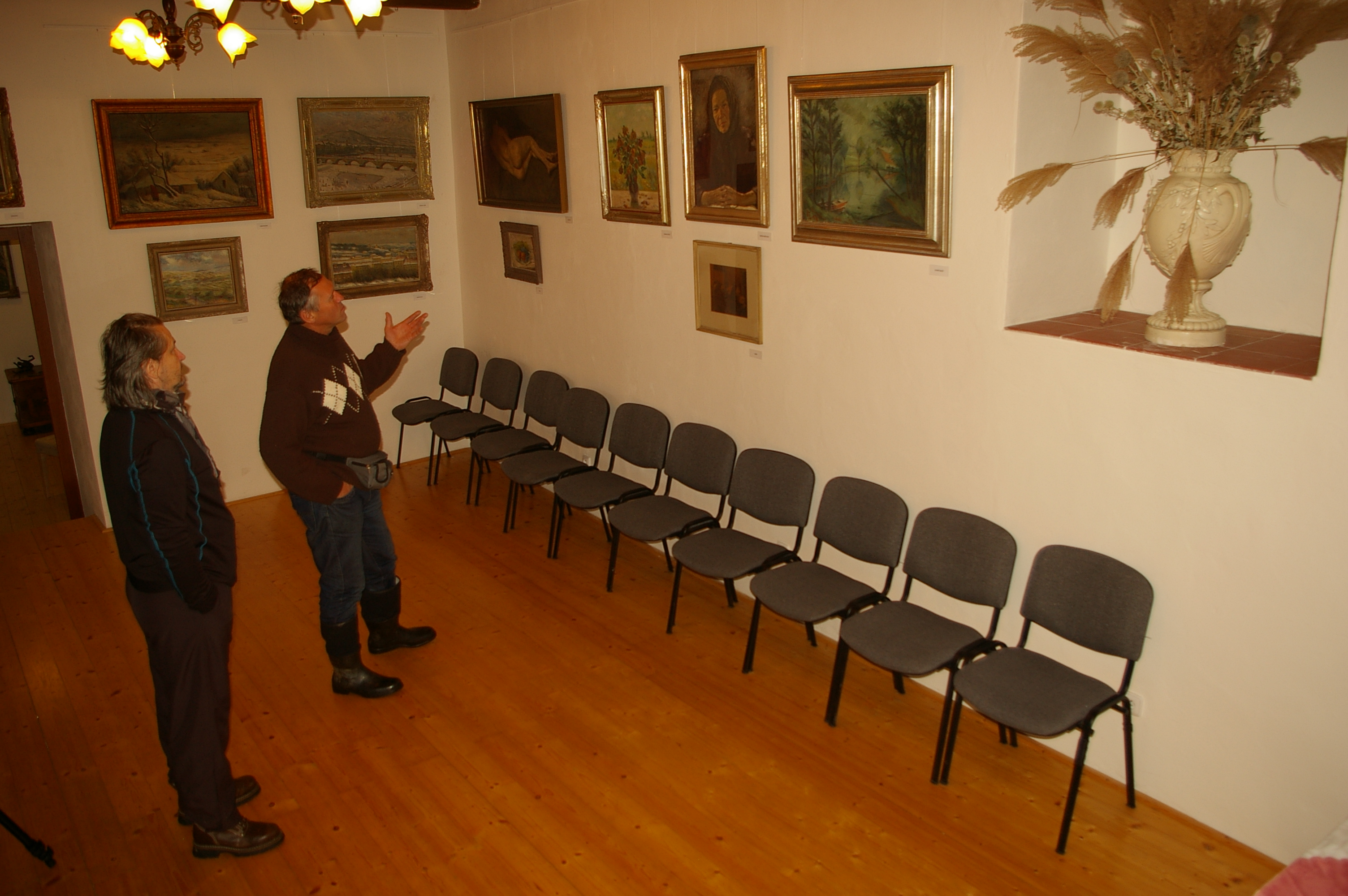
Výstavní síň s obrazy Josefa Tříšky v Muzeu Štěpánovska, 2012

Josef Tříška (16. března 1885 Trhový Štěpánov – 16. května 1967 Praha) byl český akademický malíř a učitel. Jeho manželka Zdeňka byla dcerou spisovatele Aloise Jiráska.

## Život a dílo
Narodil se 16. března 1885 v budově bývalé radnice v dnešní Dubějovické ulici v Trhovém Štěpánově čp. 51. Studoval na Umělecko-průmyslové škole v Praze, na Akademii výtvarných umění u profesora Hanuše Schwaigera, kde studium dokončil v roce 1912. Byl jedním z jeho posledních žáků, neboť profesor Schwaiger v roce 1912 zemřel. Roku 1914 absolvoval pedagogiku na filozofické fakultě. Stal se učitelem na akademickém gymnáziu. V letech 1905 – 1907 byl členem Spolku výtvarných umělců Mánes, samostatně vystavoval své obrazy v Topičově salonu v roce 1935 a 1944. Po druhé světové válce se aktivně zúčastňoval života ve Svazu československých výtvarných umělců, účastnil se řady členských celostátních výstav. Byl to skromný, ale kultivovaný umělec, který objevoval se zanícením kouzlo a krásu prostých věcí. Ve své výtvarné tvorbě se Tříška věnoval zejména krajině, ale i figurální a portrétní malbě, vynikající jsou jeho autoportréty. Jeho práce se vždy vyznačovaly výtvarným zpracováním, kultivovanou barevností a kompoziční vyvážeností. Mezi jeho žákyně se řadí například malířka a ilustrátorka Marie Passerová (* 1903) známá svými krajinářskými obrazy.
Portrétní tvorba Josefa Tříšky je velmi rozsáhlá a tvoří významnou část Tříškova díla. Jasně se zde projevuje jeho akademické vzdělání, autorovy portréty jsou po technické stránce dokonalé - obohacené o určitou citovost, jemnost a umělecké ztvárnění. Patří k tomu nejlepšímu, co bylo vytvořeno v této oblasti na Podblanicku. Zpracované v oleji, jsou svým způsobem klasicky realistické, ale určitě s nádechem romantické a snivé imprese. Týká se to hlavně jeho díla Autoportrét s kytarou i práce vystavené v Podblanické galerii ČSOP ve Vlašimi pod titulem Mladý učitel.
Stanislav Příhoda, 2012
Jeho manželkou byla dcera spisovatele Aloise Jiráska Zdeňka Jirásková (1889 – 1975) I ona měla výrazný malířský talent, avšak na výtvarné škole nestudovala. Spolu neměli žádné děti. V Praze bydleli od roku 1922 v ulici Pod Ořechovkou 875/19.
Vztah Aloise Jiráska k Josefu Tříškovi vyznívá z Jiráskova dopisu, který napsal v Hronově 19. června roku 1926:
Milý Josefe!

O počasí Vám psát nebudu. Je bídné a z toho bývám i mrzutý. A mrzutý z toho, co čtu v novinách. Dobře tušíte, že všechny ty zprávy nedobře na mě účinkují! Ty nápady p. Gerelesa jsou zábavné. Dalo by se na to „dveřmi“ také tak odpovědět otázkami z němčiny. Ale to jsou malicherné věci. Podle toho „nepochopitelného šovinismu“ je znát kdo je a jaký je. Smutnější je to, že ve sborech i mezi žactvem ujímá se bolševismus. A to se trpí straně komunistické a co dělají socialisté i ti „národní“! Jak se nemá vzmáhat fašismus. Dnes čtu ve „Venkově“, že Moskva dala rozkaz rozbít nebo hrubě poškodit sokolský slet. Věřím tomu, ale také tomu, že se naši nedají.
Přeji Vám, co jsem napsal Zdeňce: šťastnou cestu a šťastný návrat, abyste výletu ve zdraví příjemně užili, aby také Vaše malířská žeň byla hojná. To přeje také maminka, která Vás srdečně pozdravuje. Také Lidka a já. Mějte se dobře! Na shledanou! Váš otec.

Na Mařku dej pozor, aby si při koupání v moři neublížila, aby chránila uši. Mně je celkem slušně; choroba ovšem se nemění, ale jinak nenaříkám. Chuť k jídlu je a spánek celkem dobrý. Tak milá Zdeňko odjedeš na dlouho. Ještě jednou: šťastnou cestu, šťastný návrat Tobě a Josefovi. Pište nám, posílejte lístky, abychom o Vás věděli, jak se Vám daří. Maminka Tě líbá a Josefa pozdravuje. Buď zdráva! Tvůj otec. Od Lídy pozdravení.

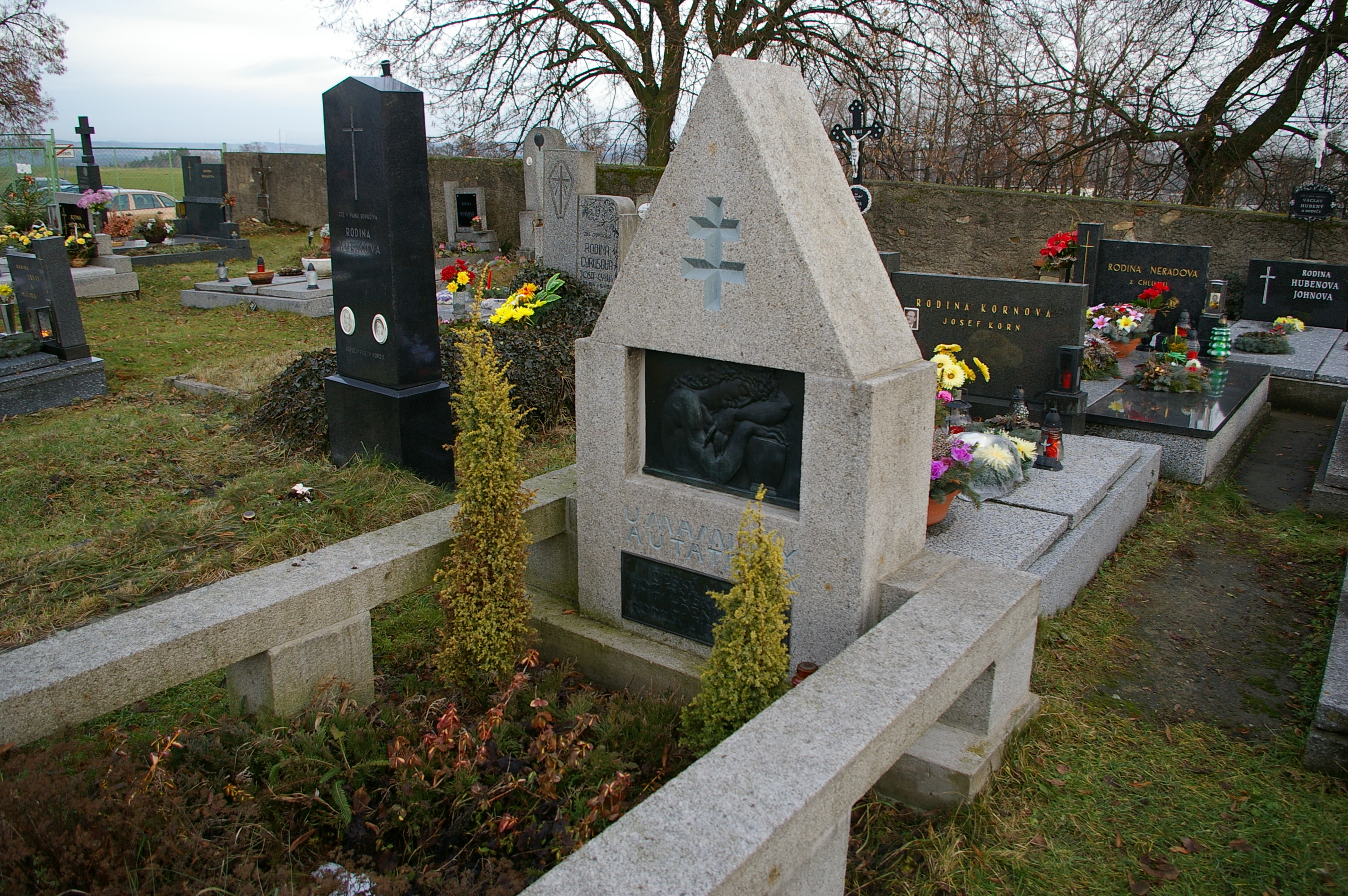
Hrob manželů Tříškových v Trhovém Štěpánově, 2012

Umělcův poměr k rodné obci vyjadřuje i jeho výrok z posledních let života: „A teď stále častěji myslím na Štěpánov. Rád bych se tam zase jednou vrátil.“ Josef Tříška zemřel 16. května 1967 a je spolu s manželkou Zdeňkou pochován na štěpánovském hřbitově. Nad jejich rodinným hrobem je pomník s nápisem U maminky a u tatínka, pod kterým stojí: Český malíř Joz. Tříška a jeho Zdenka rodem Jirásková. Pomník byl v roce 2008 opraven nákladem 30 000 Kč z rozpočtu města Trhový Štěpánov.
| „              | Konečně jsem dosáhl svého cíle. Mohl jsem žít jako umělec a pracovat jako umělec. | “ |
| — Josef Tříška |                                                                                   |   |

Josef Tříška daroval Trhovému Štěpánovu 37 originálů svých obrazů. Kromě obrazů obec získala malířský stojan, paletu, vykládanou truhlici, starožitné hodiny, mistrovo křeslo, štětce a čapku. Pro tyto obrazy a předměty byla 25. července 1970 za účasti Zdeňky Tříškové otevřena výstavní síň. Tento prostor se původně nacházel v budově bývalé radnice Trhového Štěpánova v přízemí budovy Dubějovické ulici čp. 51. Původně byla umístěna na pravé straně od vchodu (později kadeřnictví), časem byla přemístěna na stranu levou. V červnu v roce 2012 byla galerie přesunuta do prostor Muzea Štěpánovska. Soubor obrazů podává stručný přehled umělcovy tvorby, kterou lze rozdělit na etapy školních studijních prací z akademie, hledání vlastního výrazu a posléze autorův osobní projev.
Město Trhový Štěpánov zapůjčilo jeden z portrétních obrazů umělce Mladý učitel do stálé expozice Podblanické galerie ve Vlašimi.

## Galerie

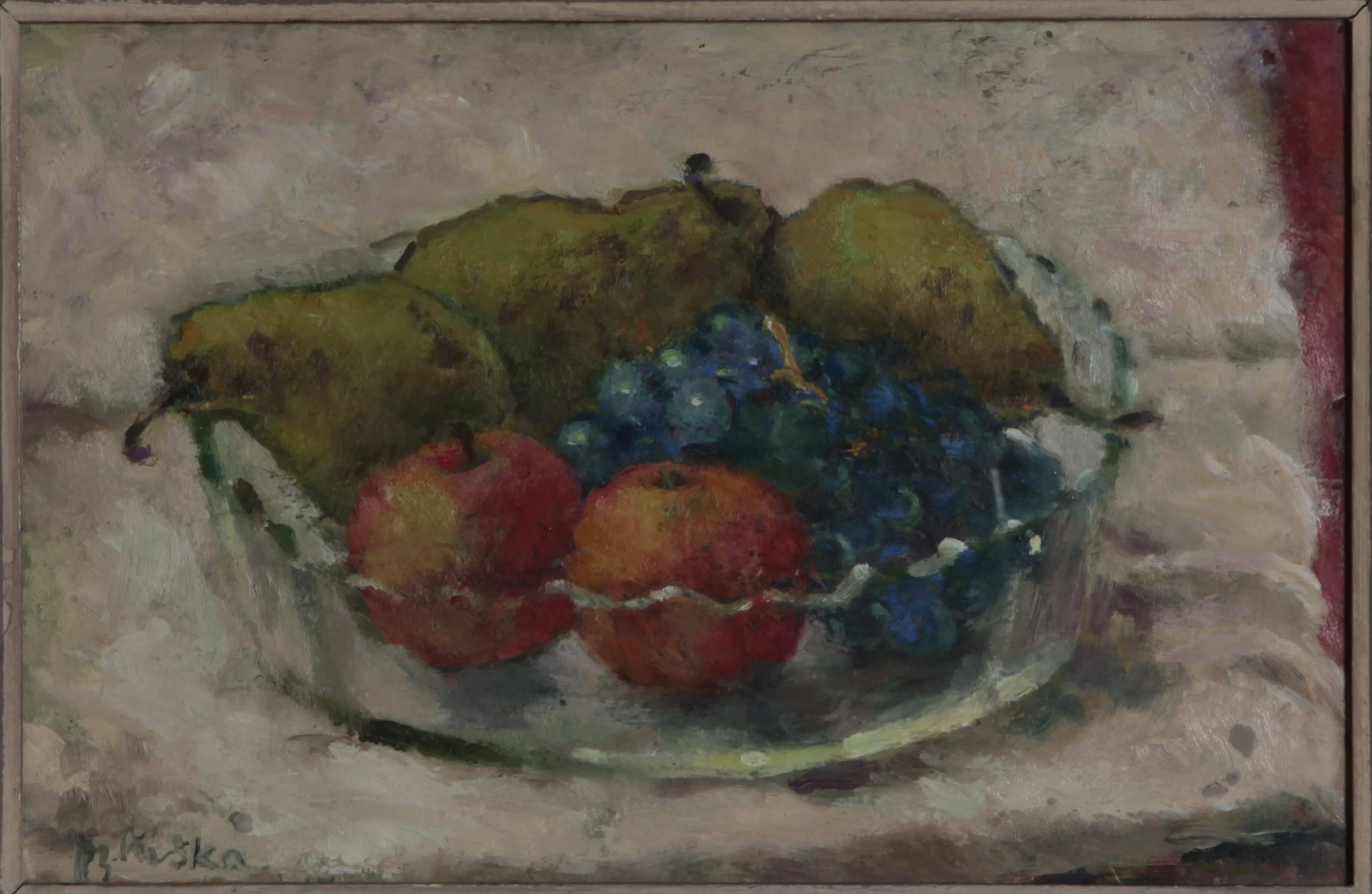
Zátiší
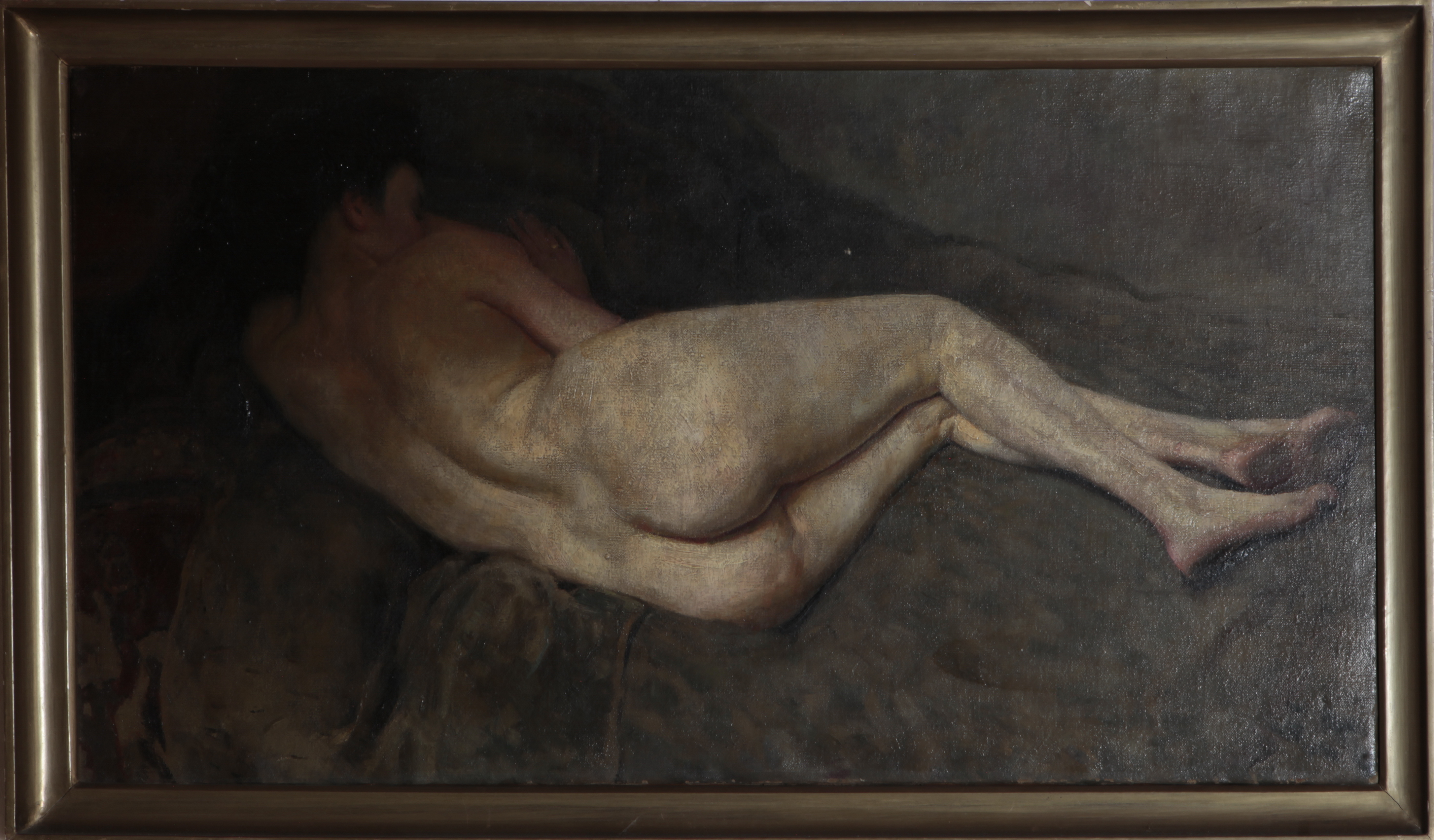
Ležící akt
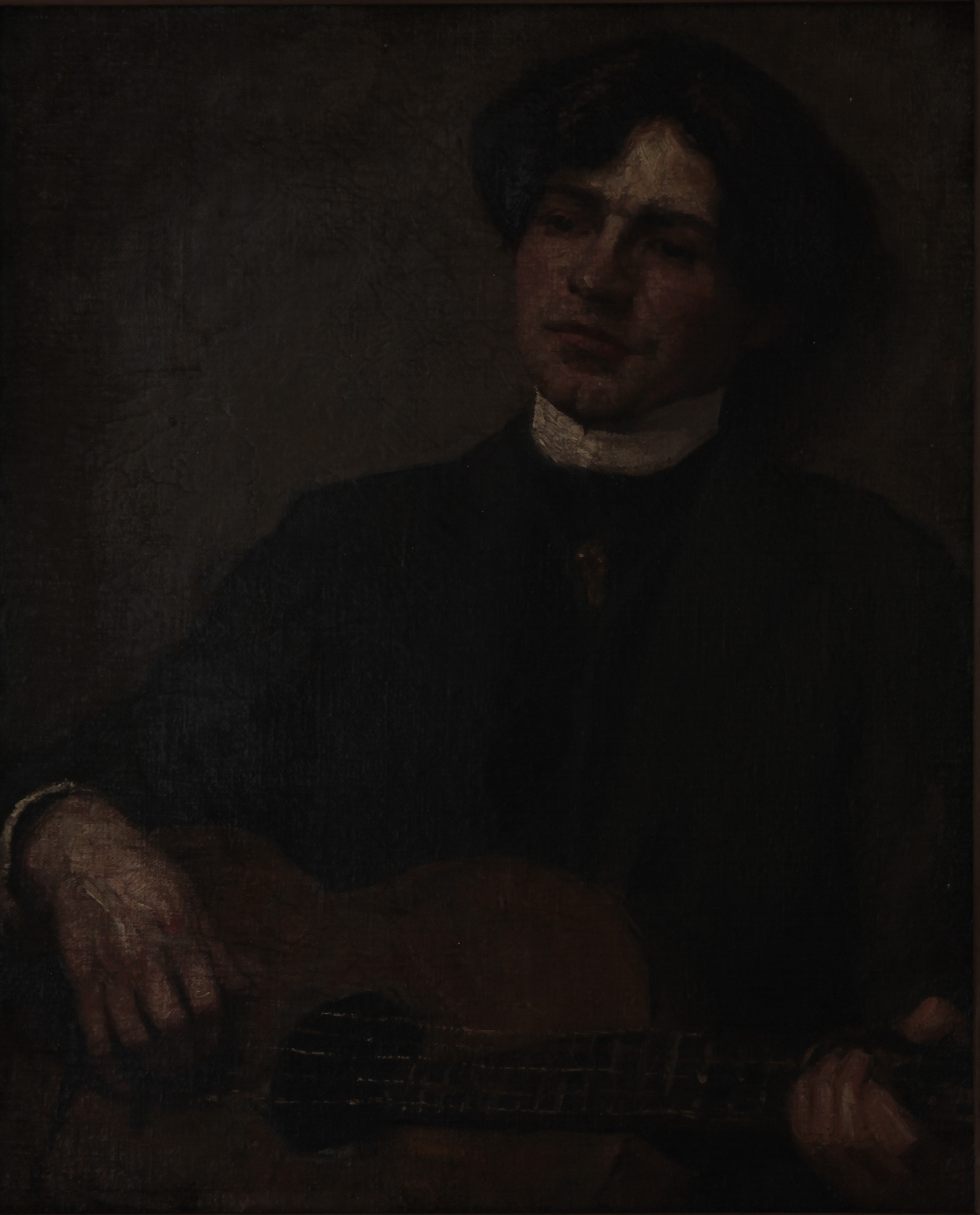
Autoportrét s kytarou
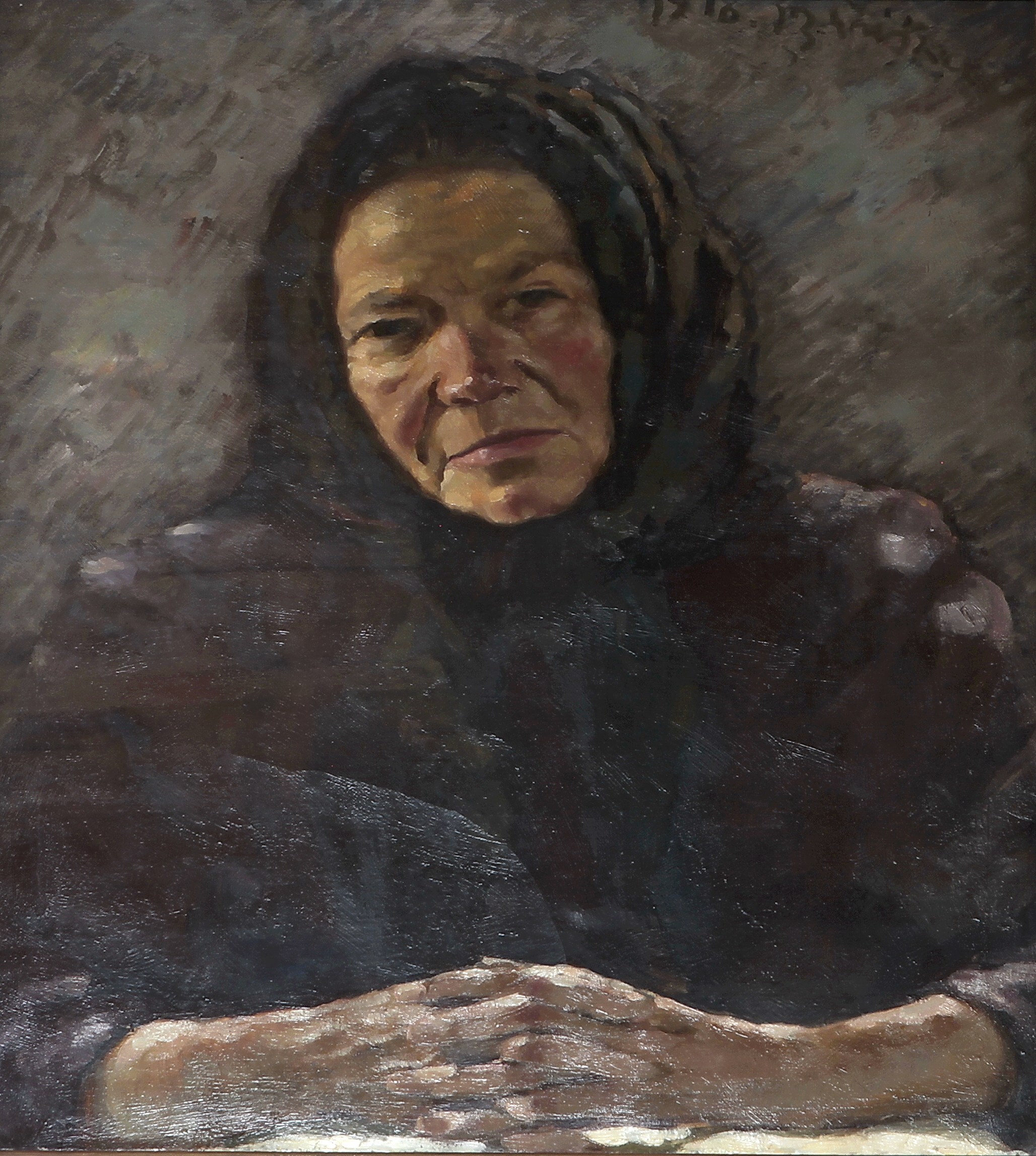
Matka umělcova Cecílie roz. Simandlová
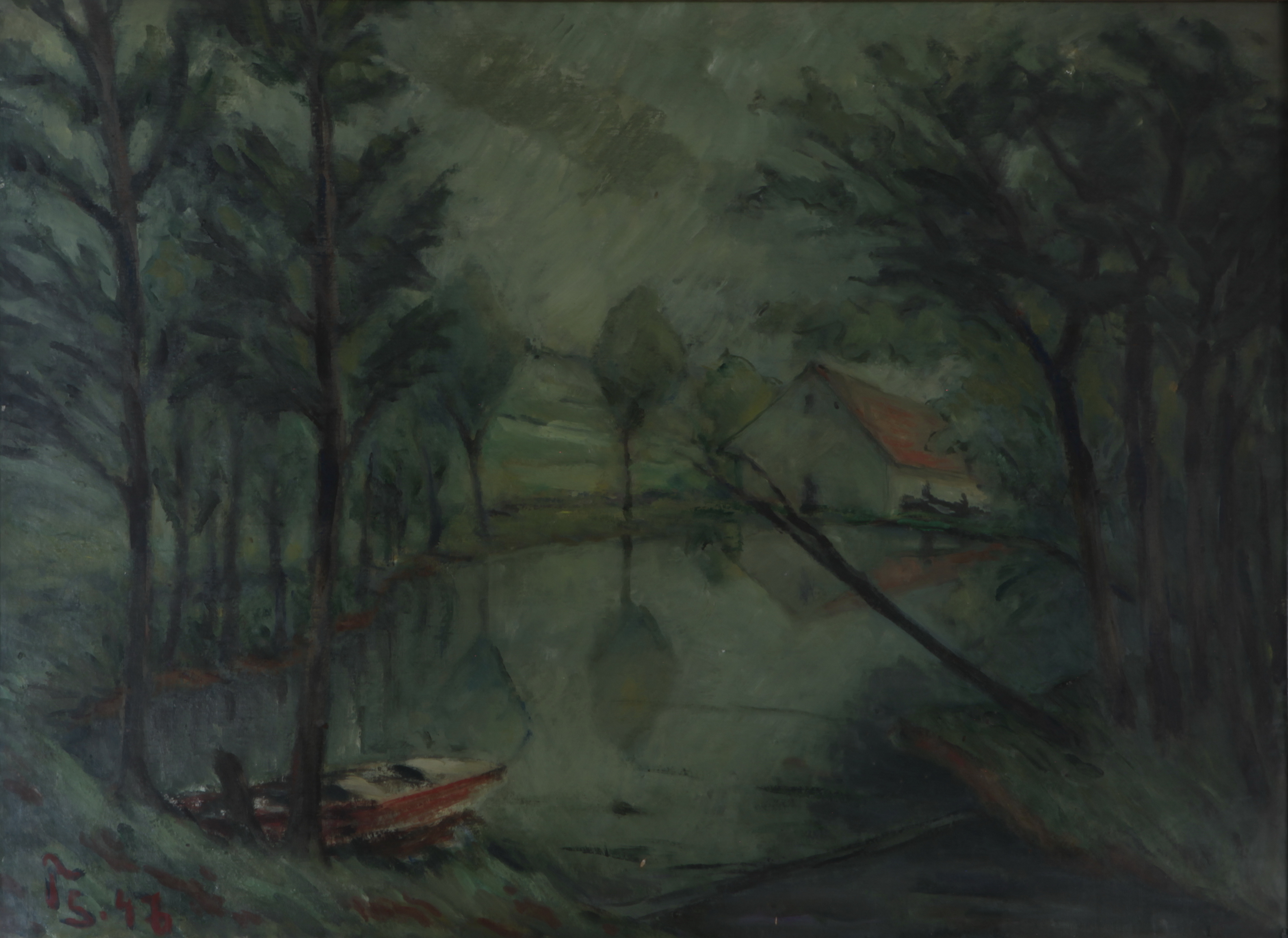
Starý mlýn
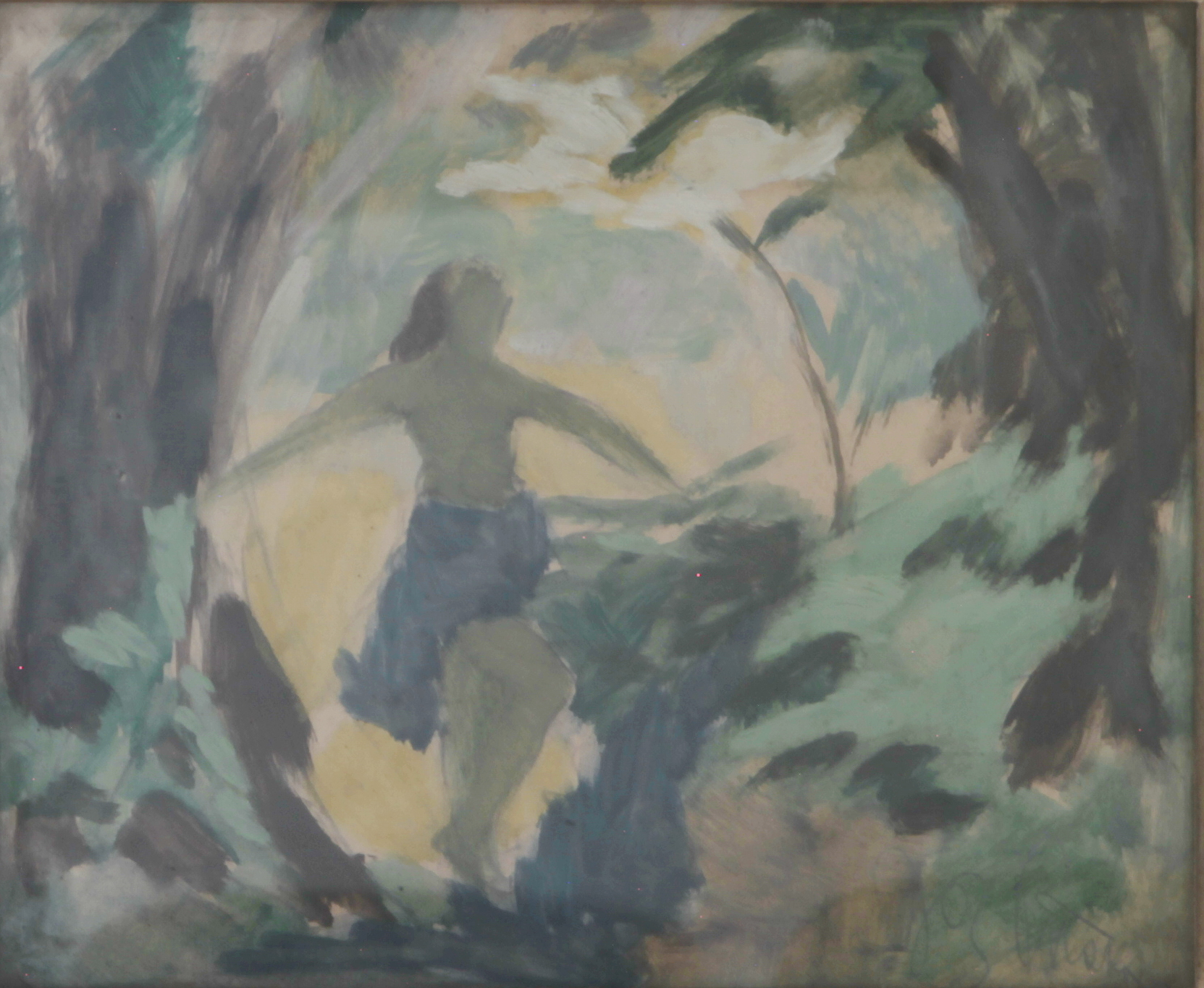
Taormina
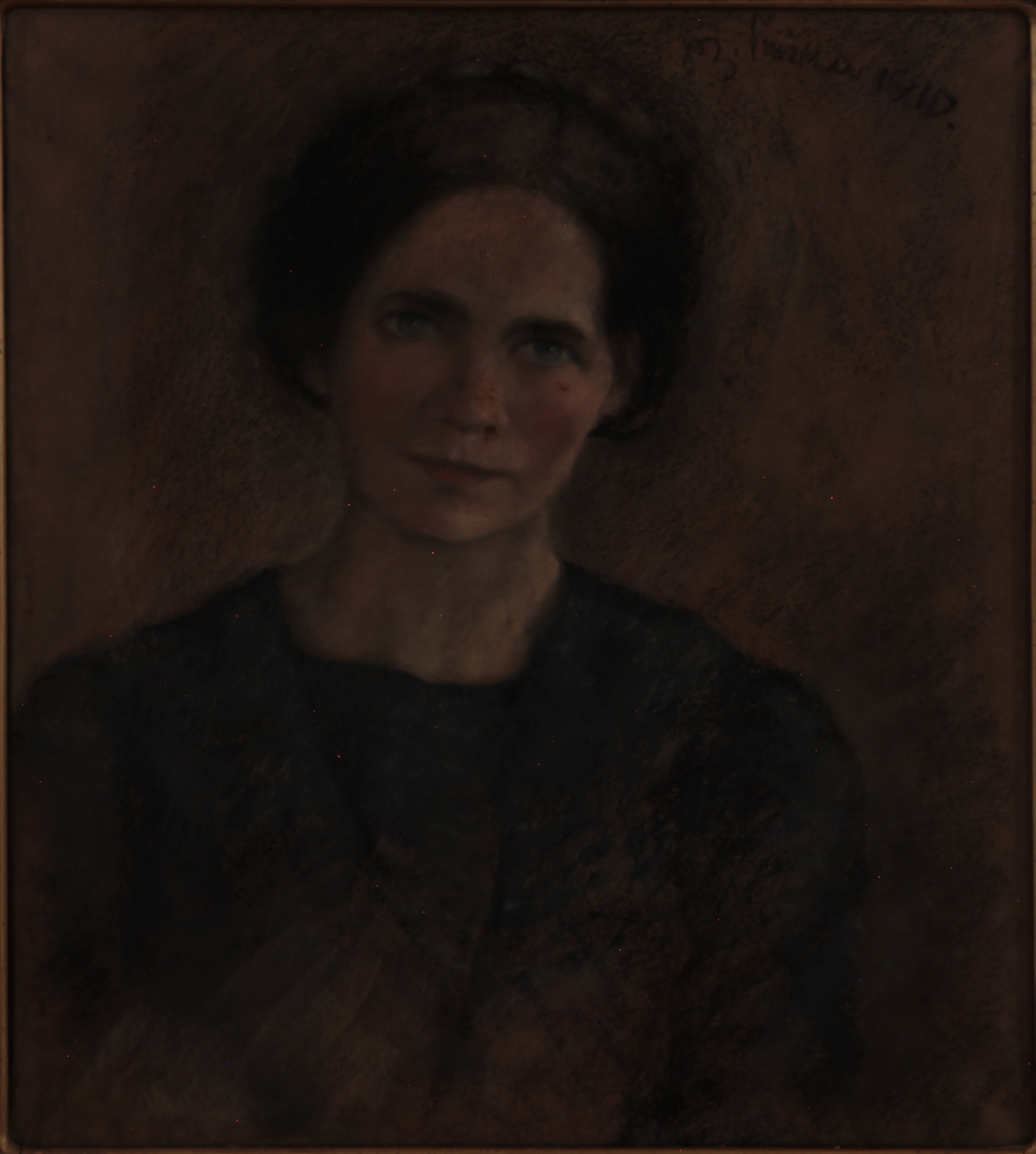
Choť umělcova
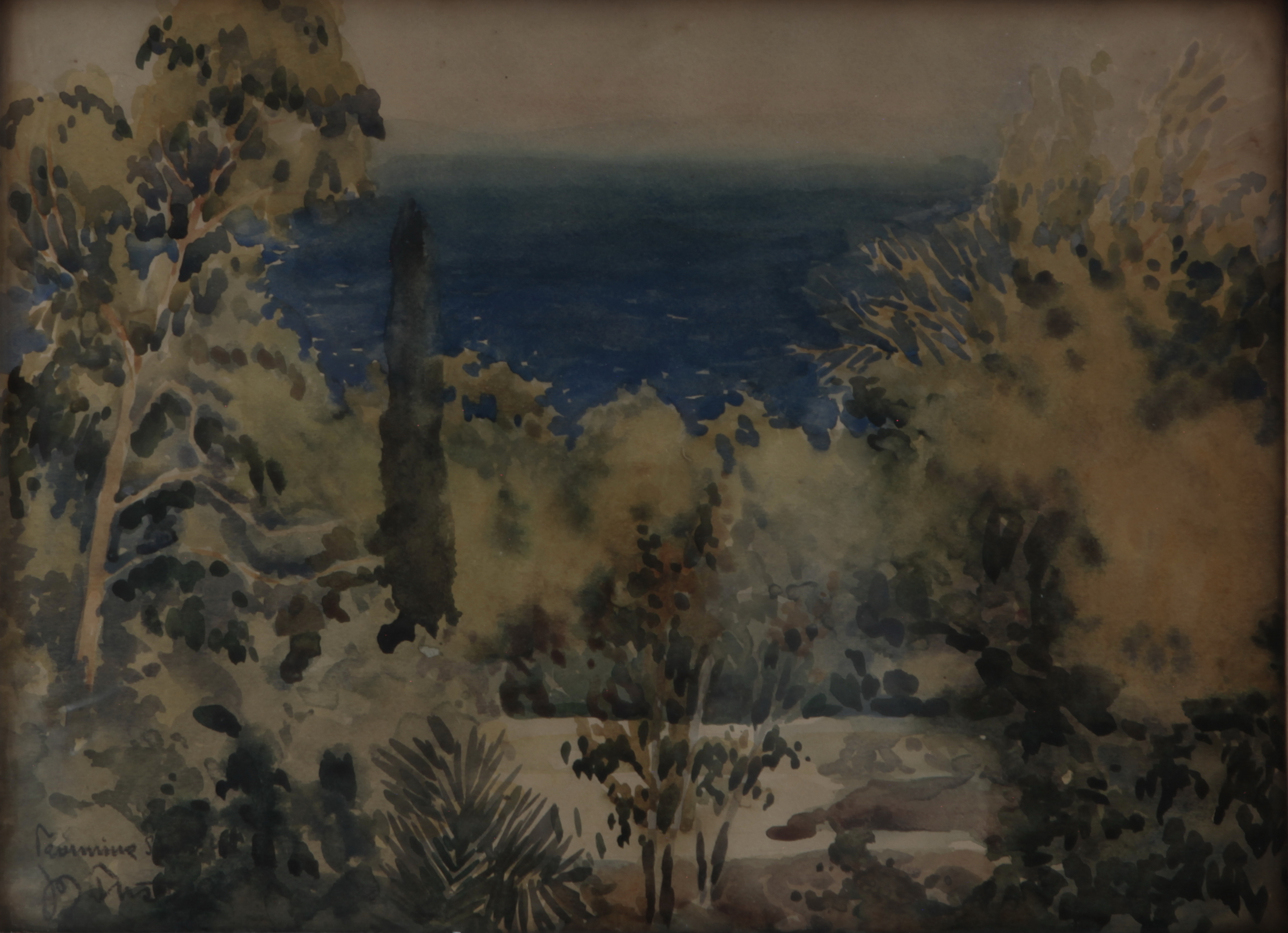
Z ostrova Svaté Markéty
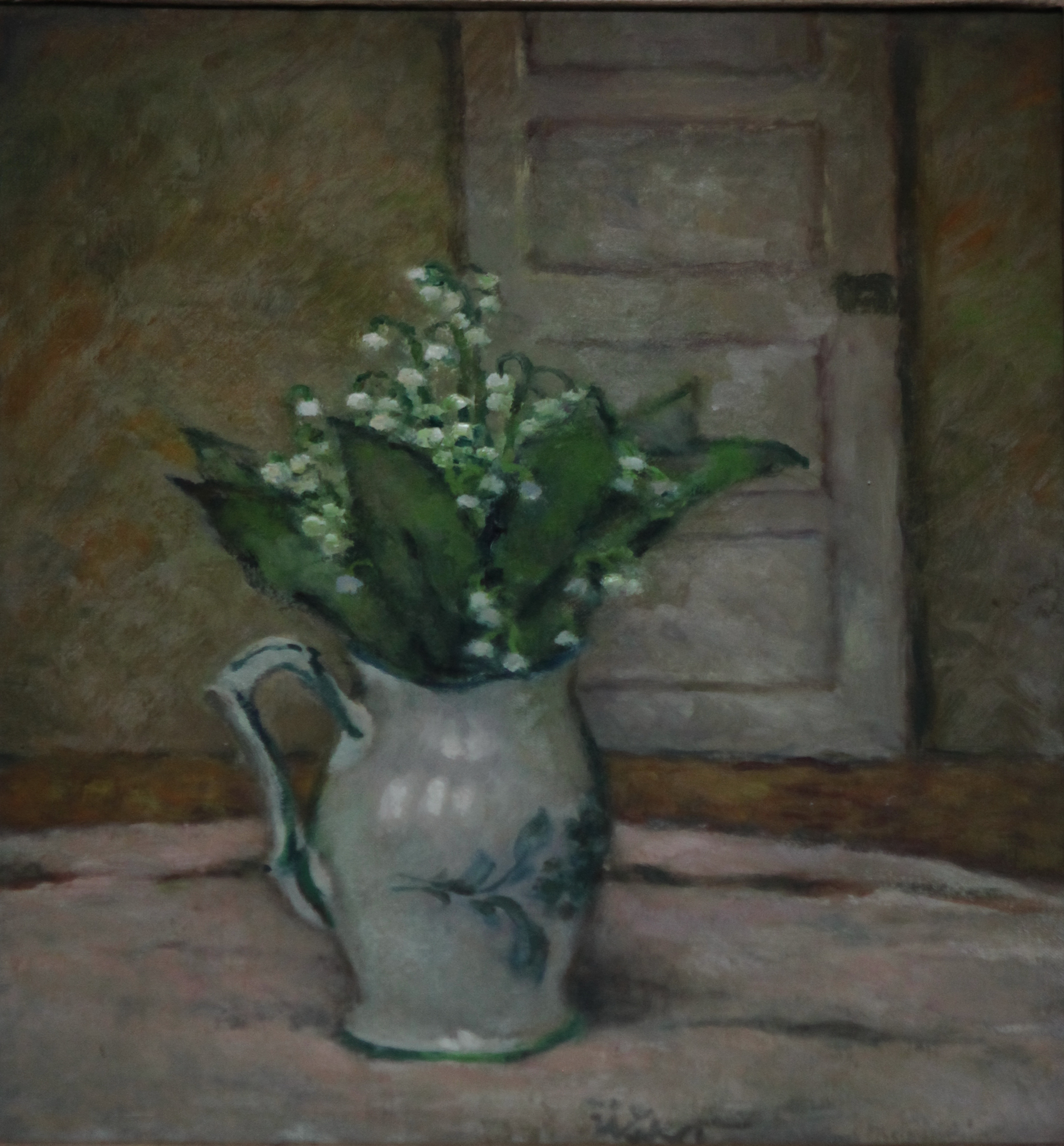
Konvalinky
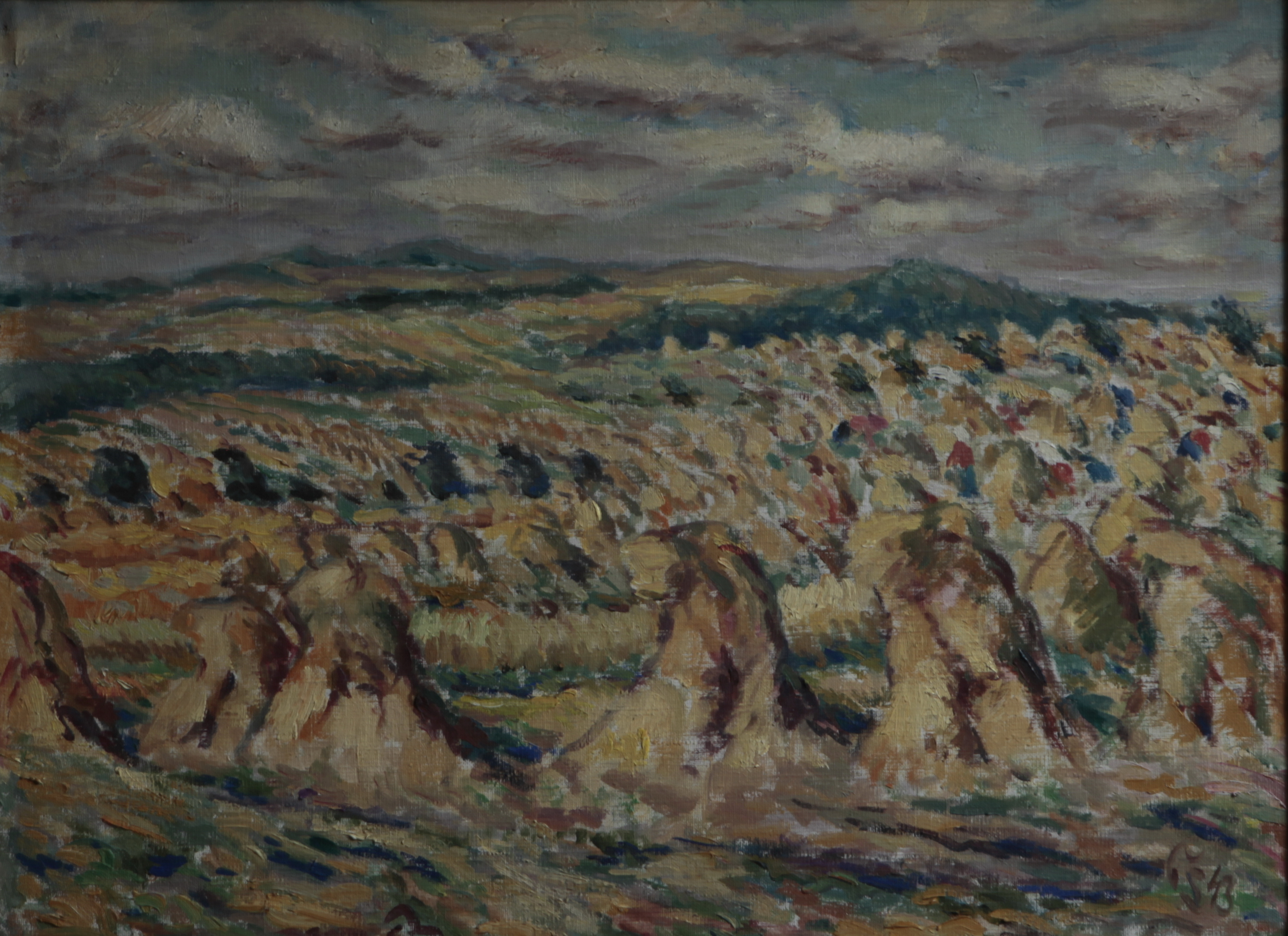
Žně
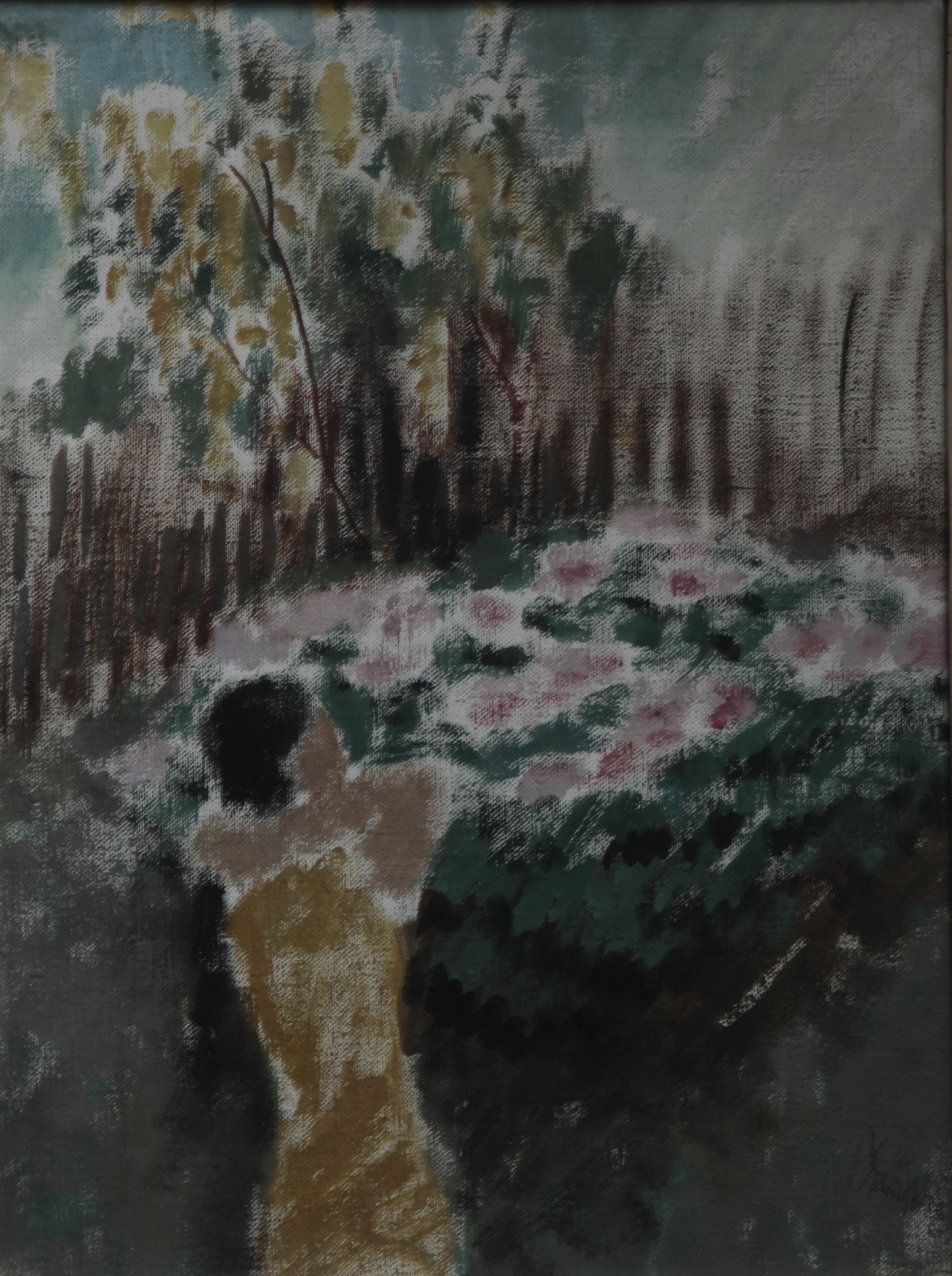
Pivoňka
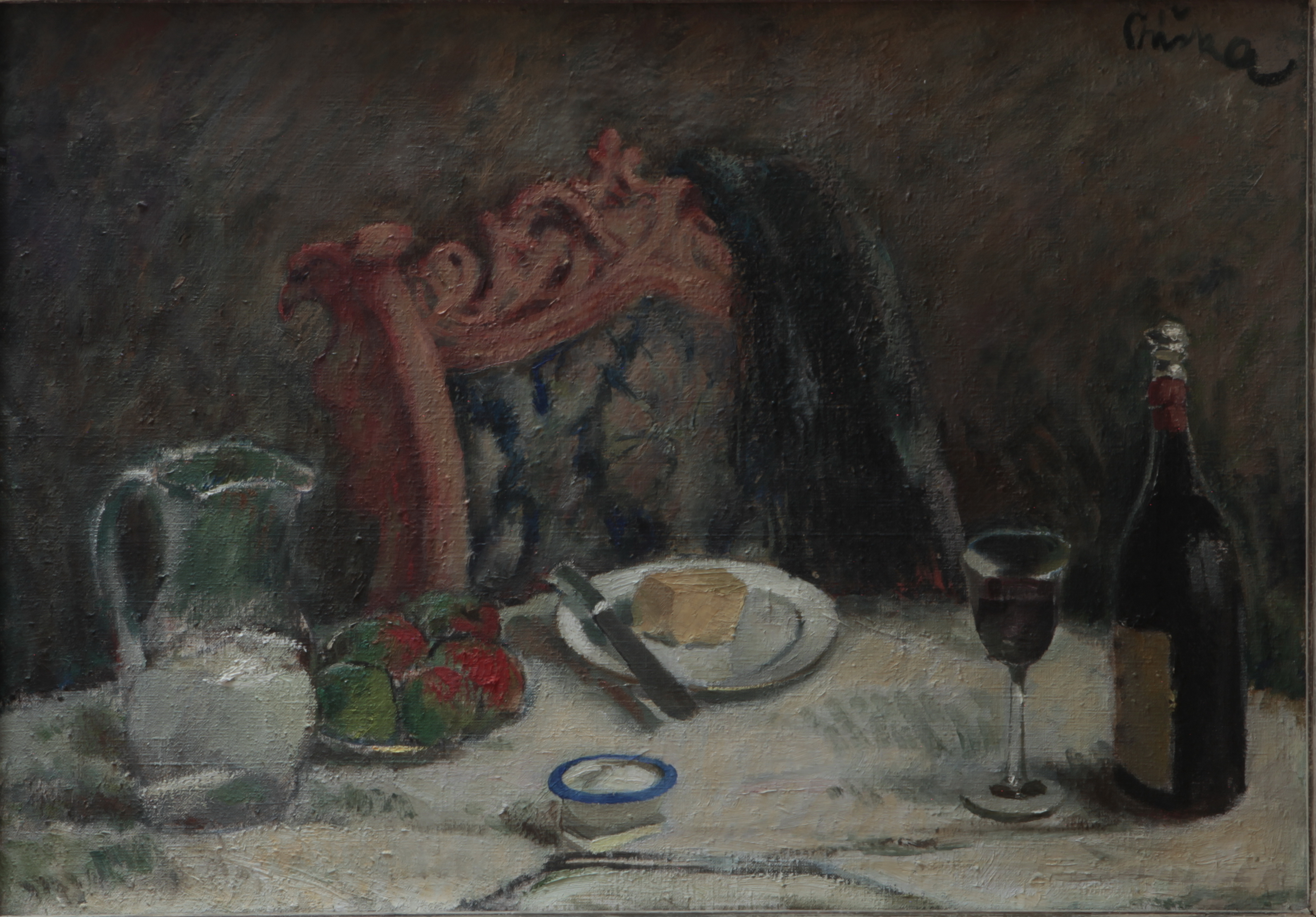
Zátiší s křeslem
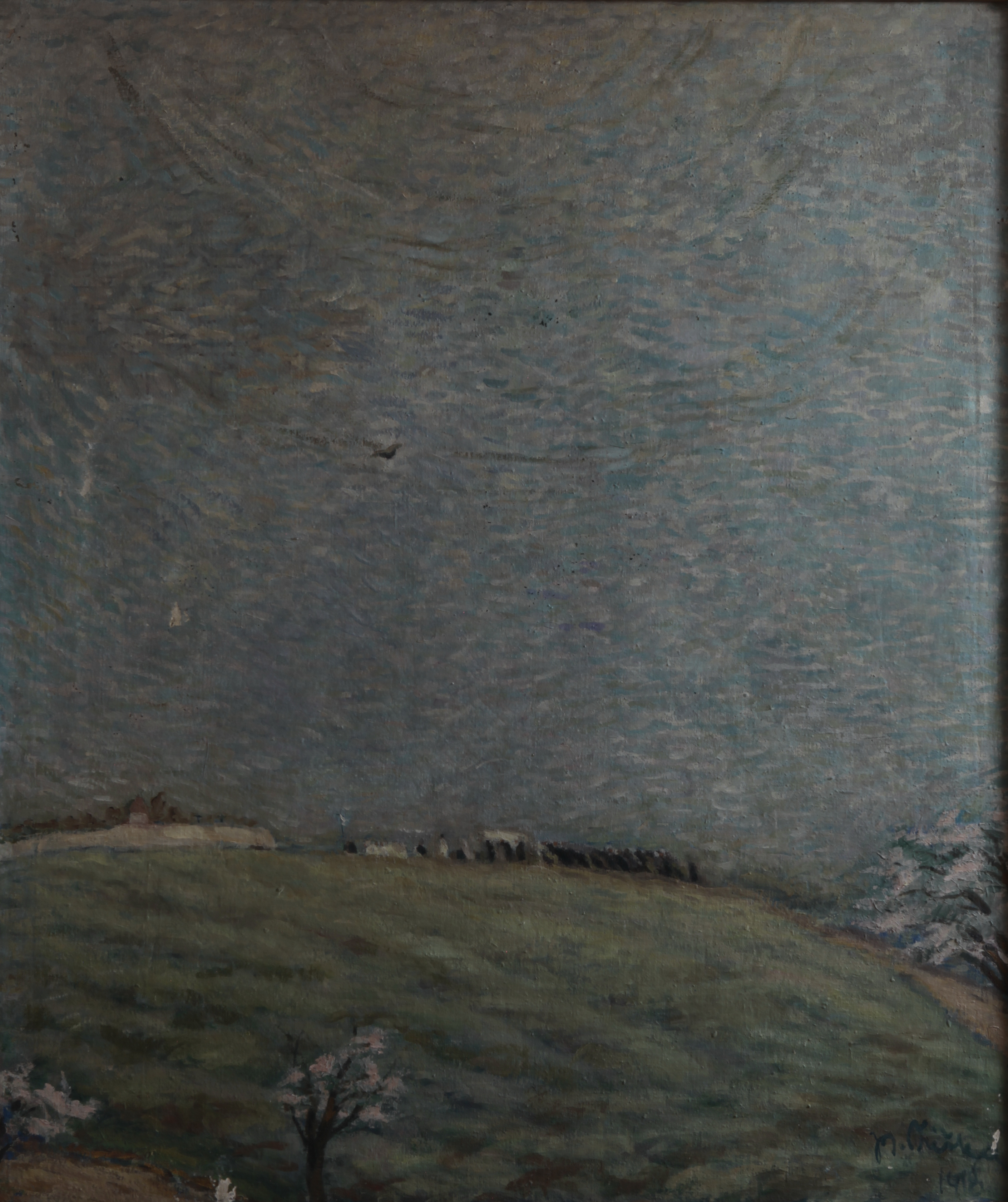
Umírala mladičká, 1918
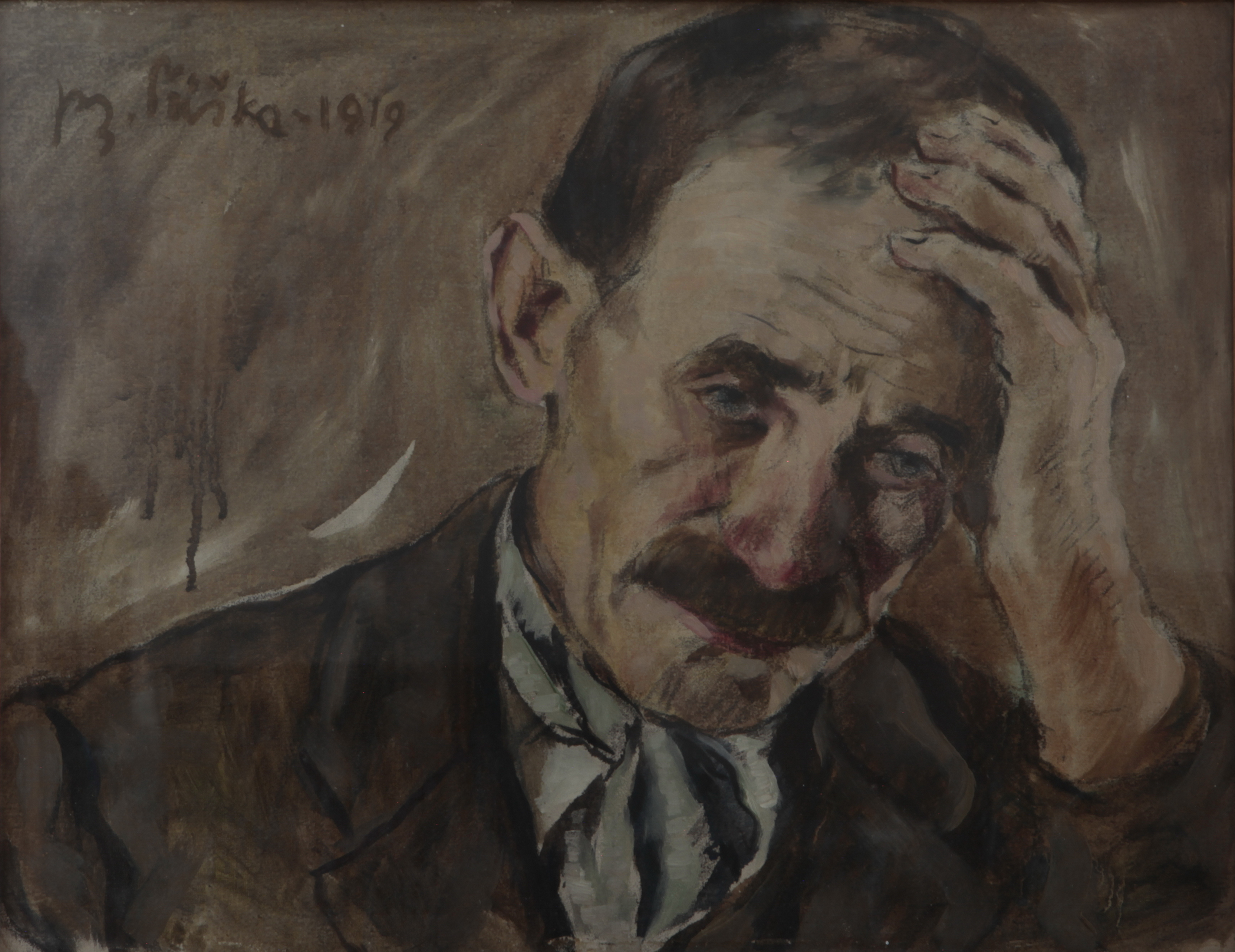
Otec umělcův, 1919
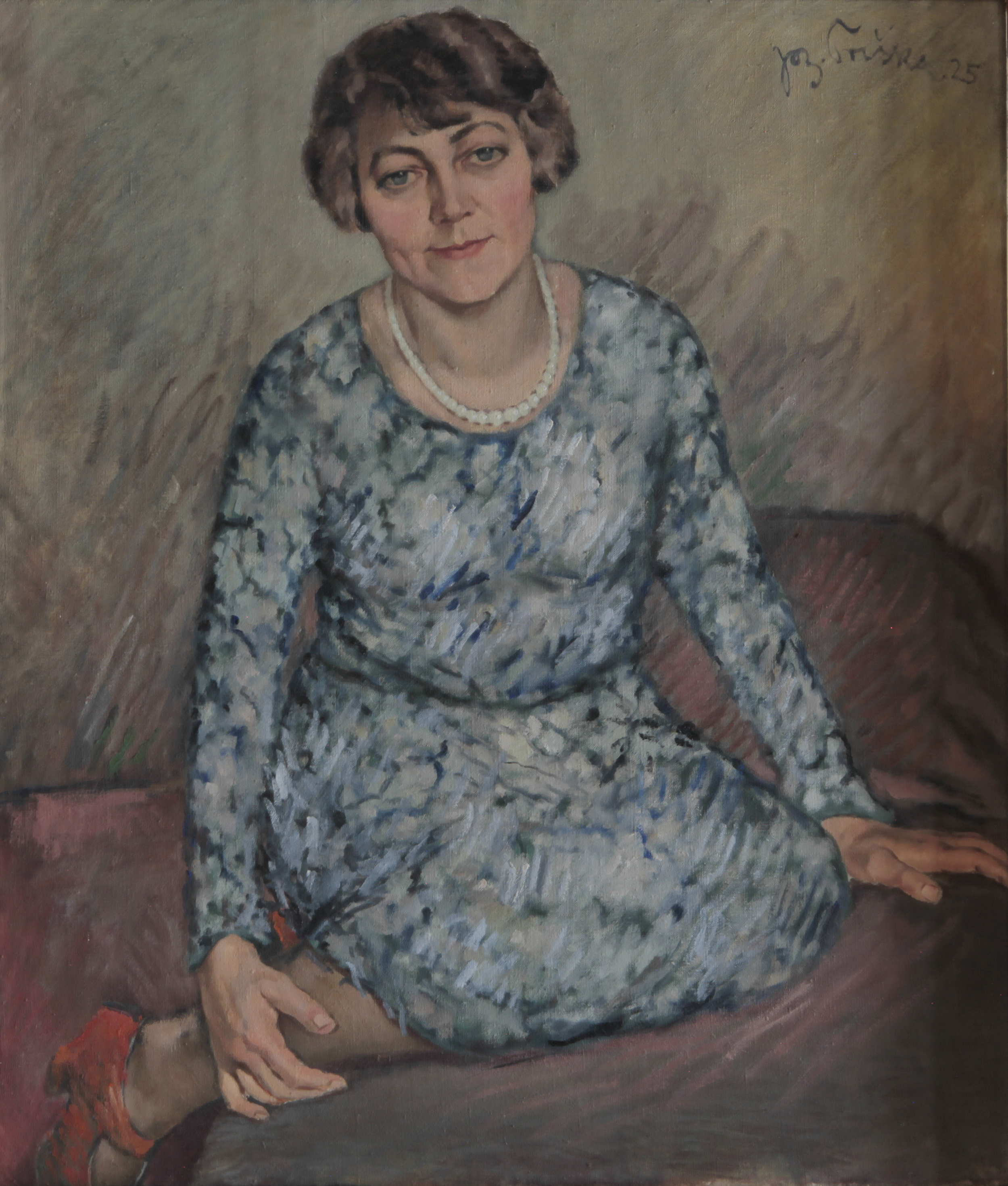
Choť umělcova, 1925
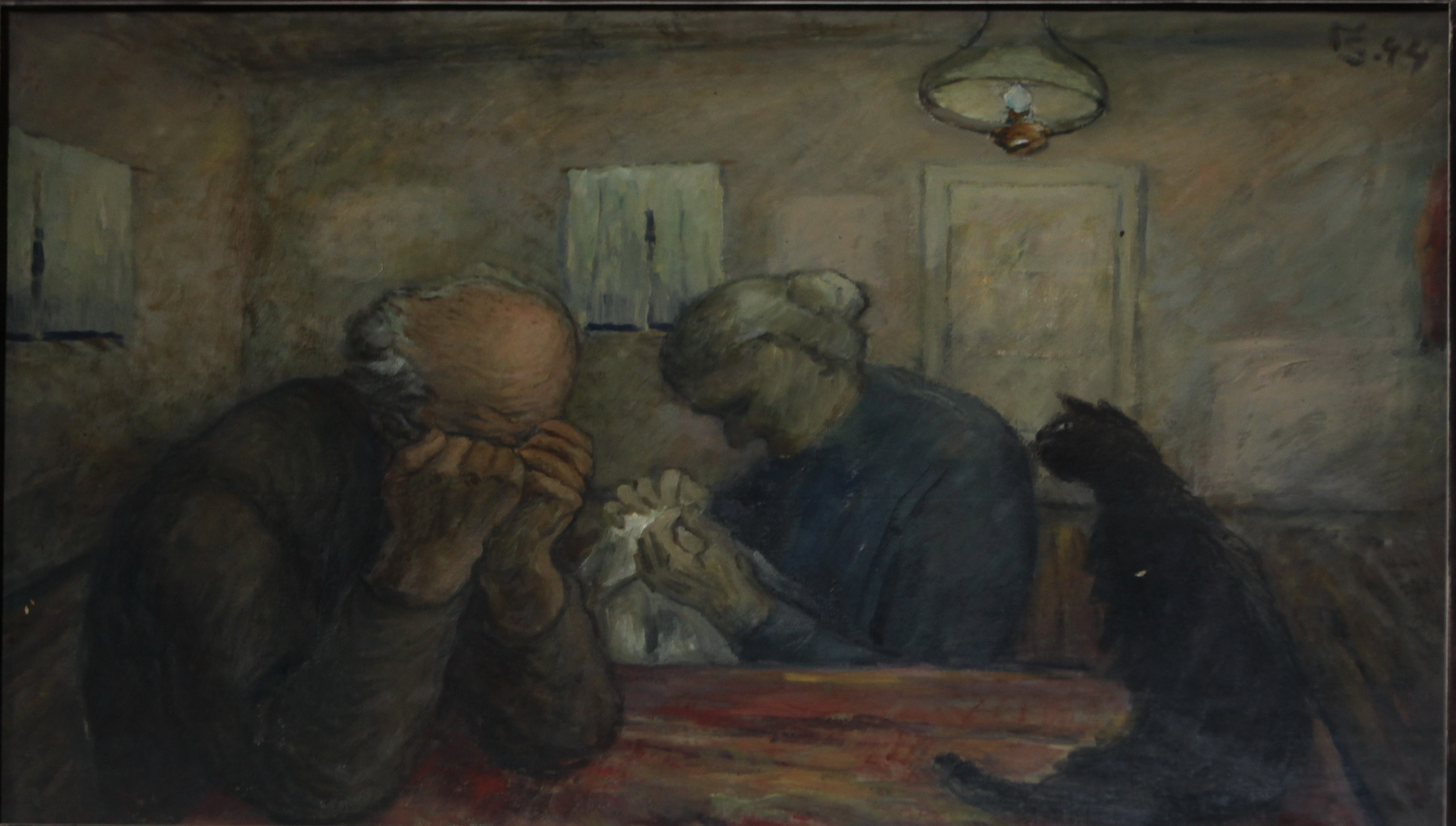
Chvilka odpočinku, 1944
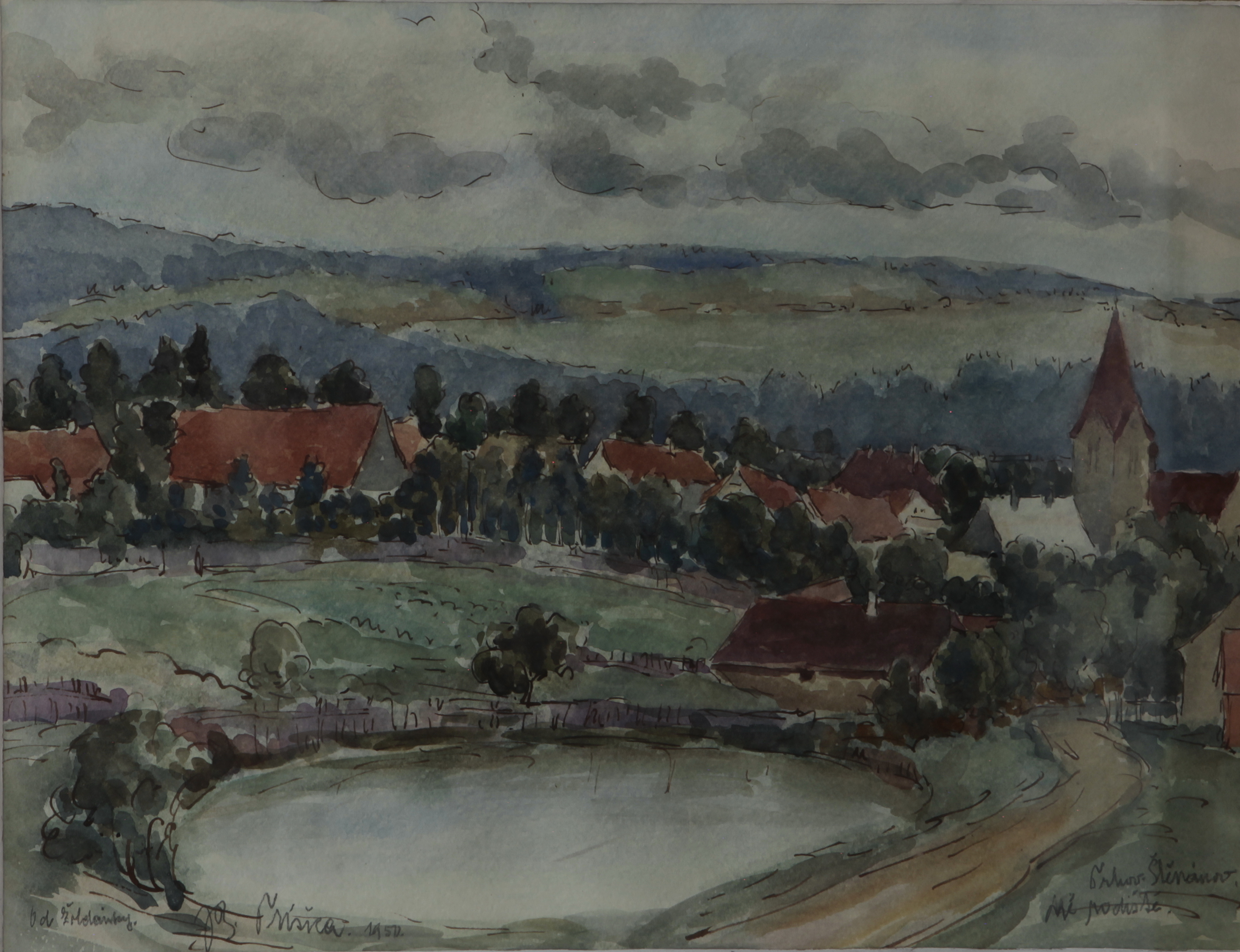
Od Žoldánky. Mé rodiště, 1950; někdy také: Trhový Štěpánov od Paseky
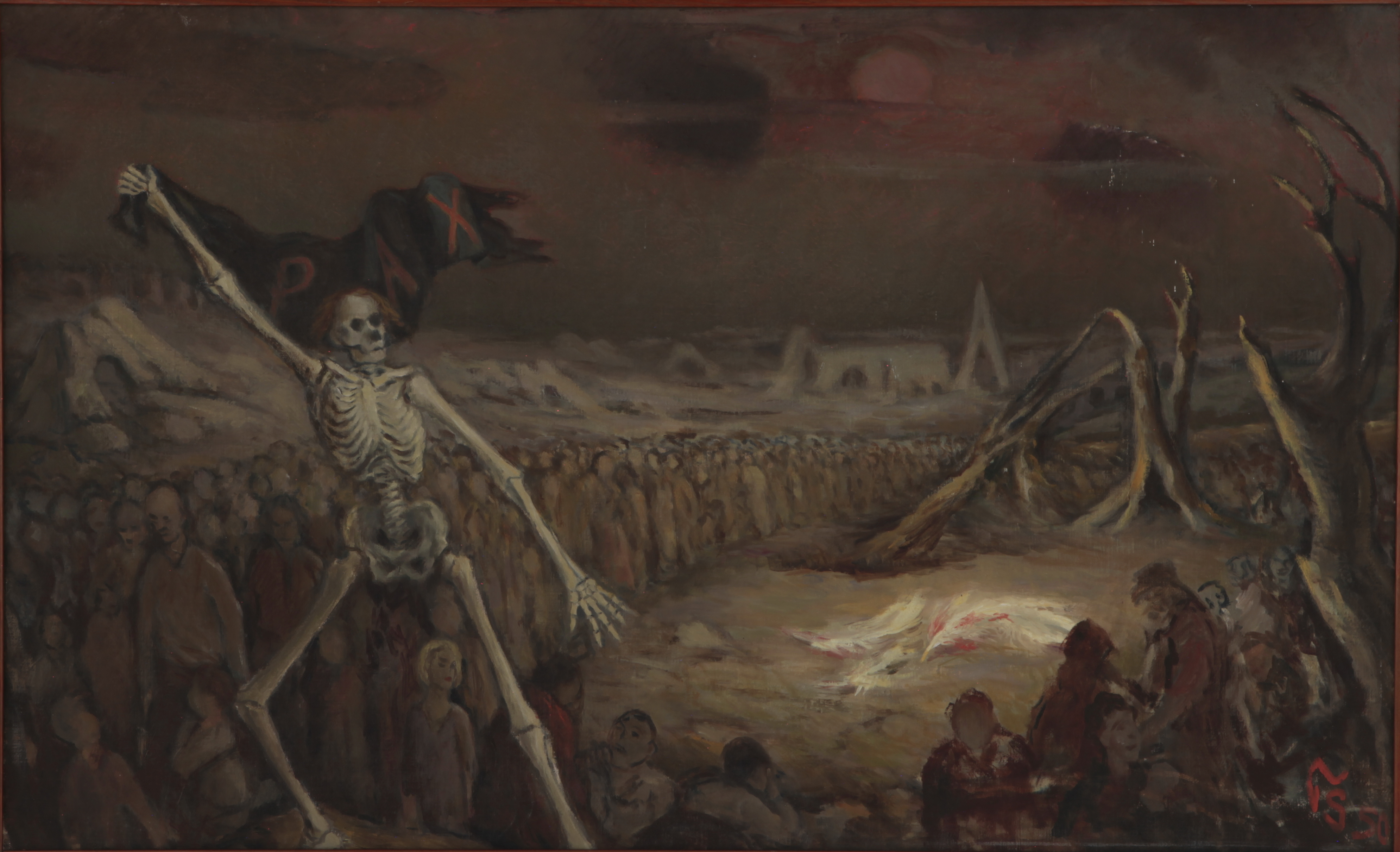
Válka I, 1950
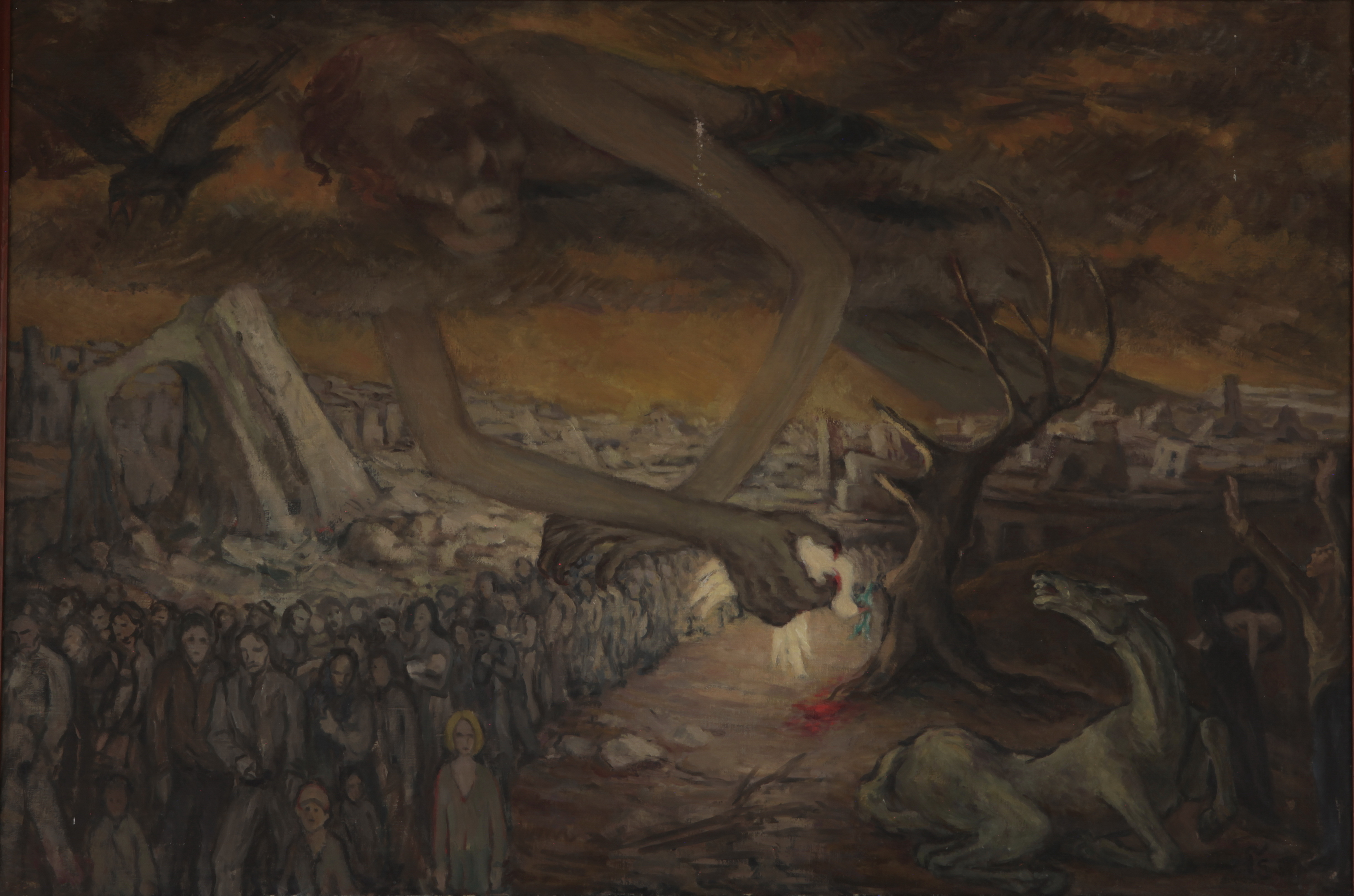
Válka II
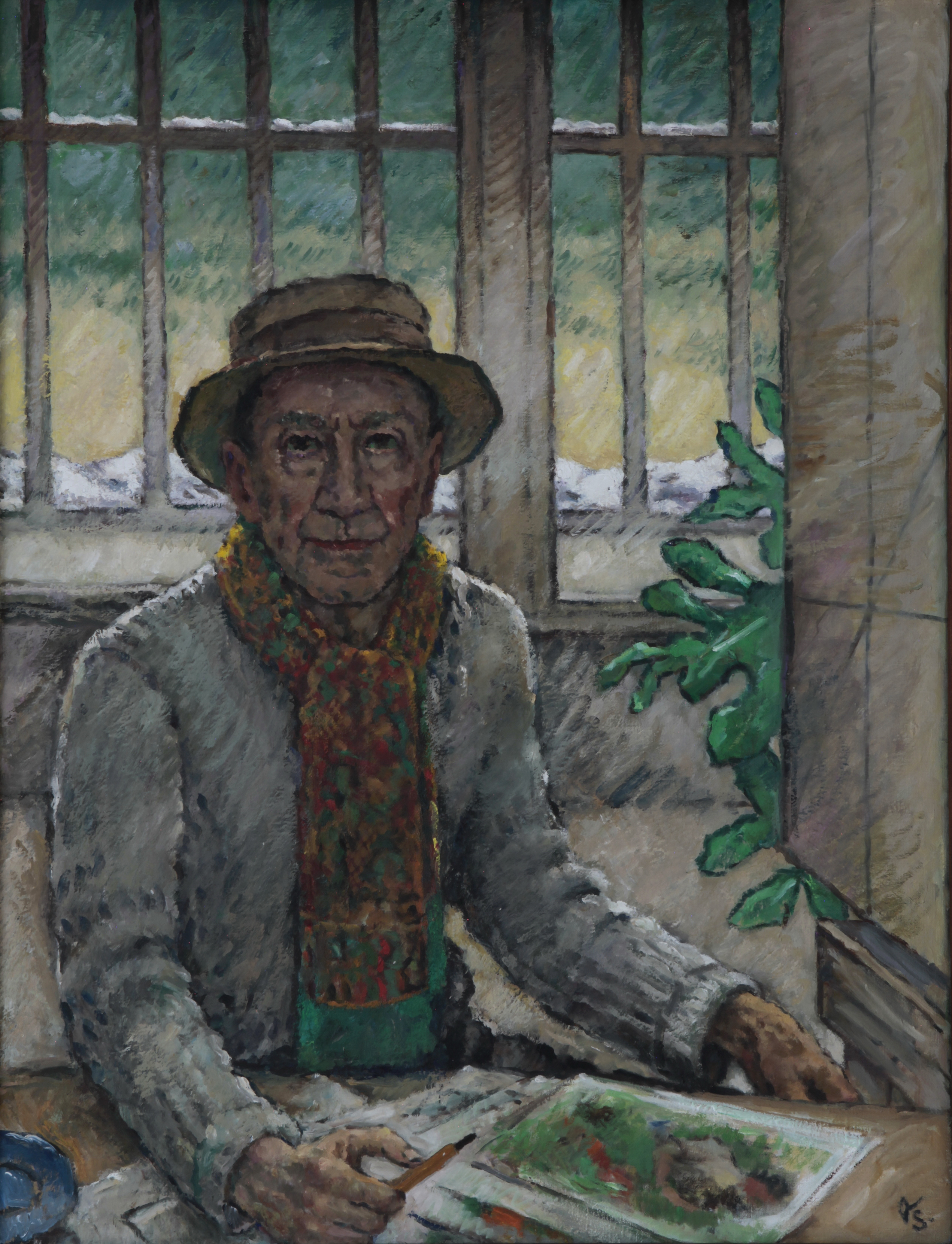
Autoportrét
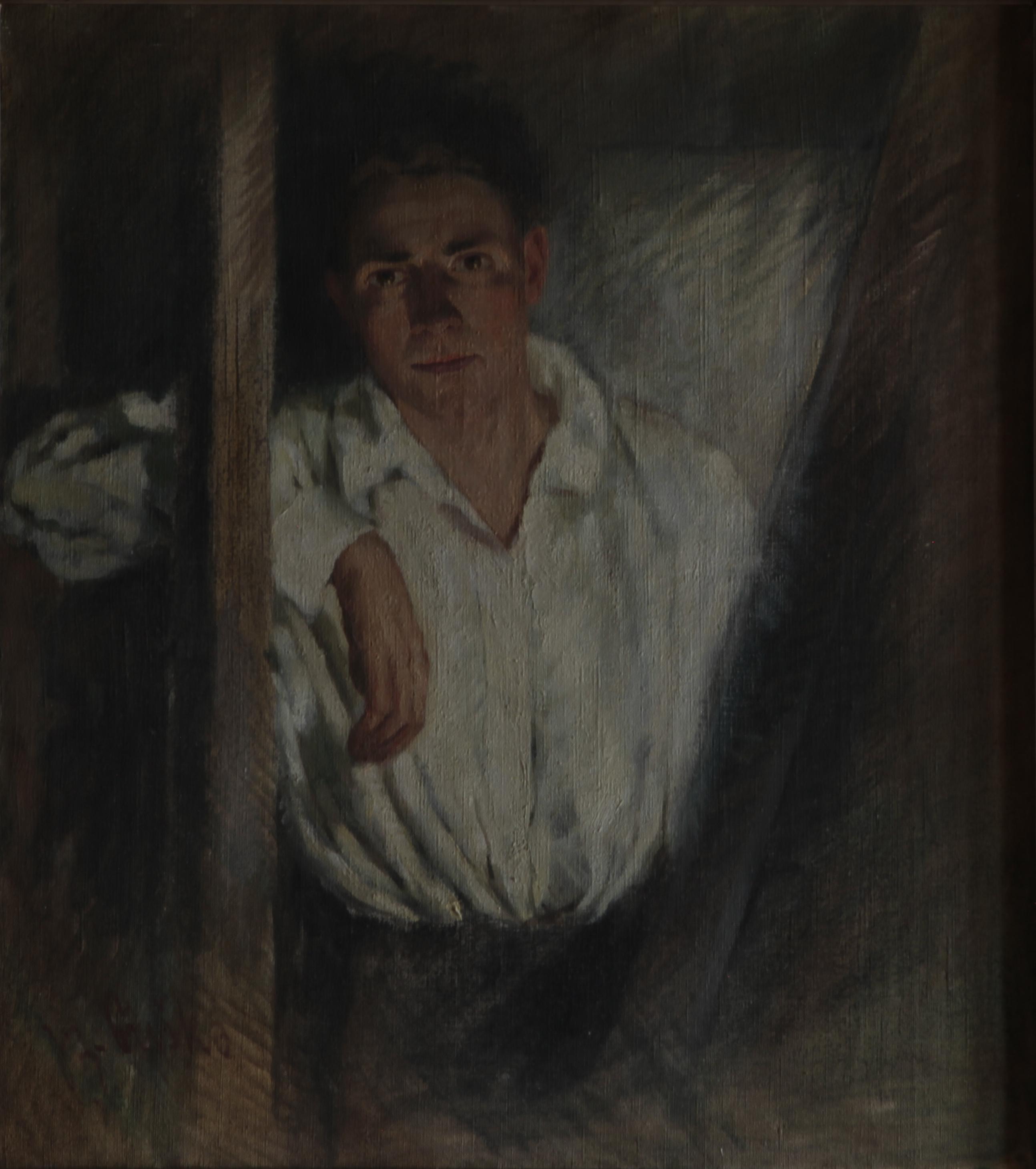
Autoportrét u stojanu
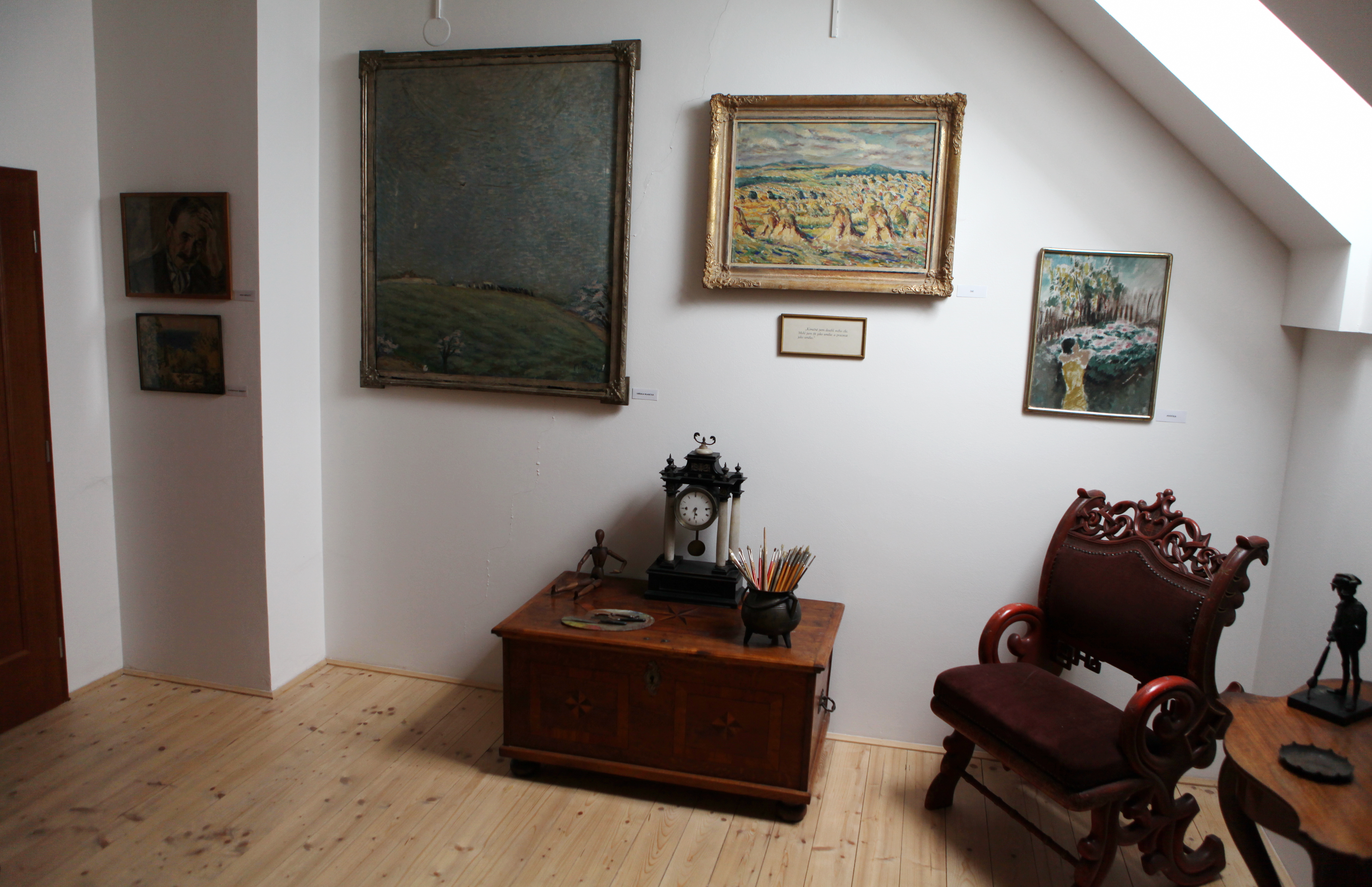
Muzeum Štěpánovska, expozice, 2013
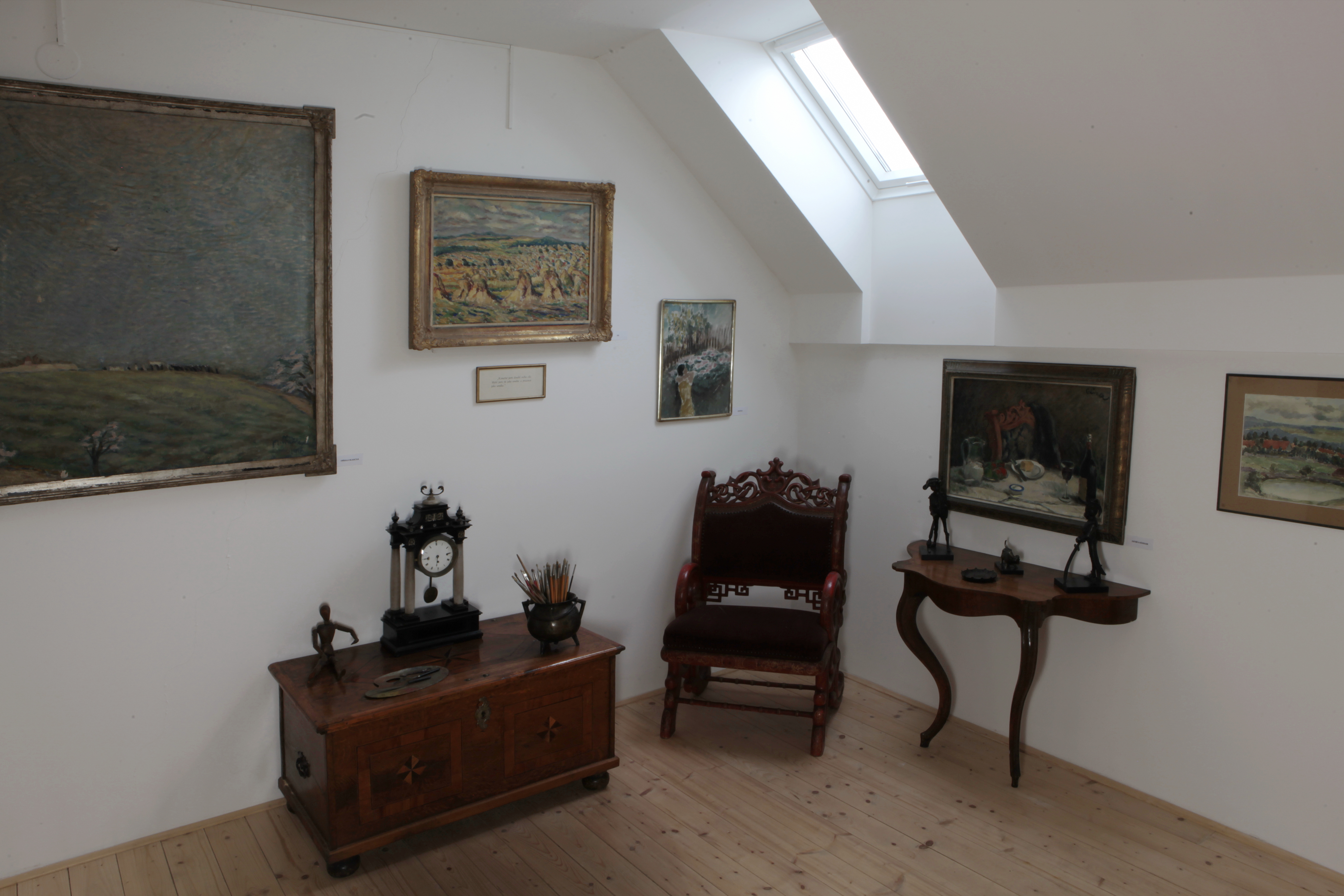
Muzeum Štěpánovska, expozice, 2013
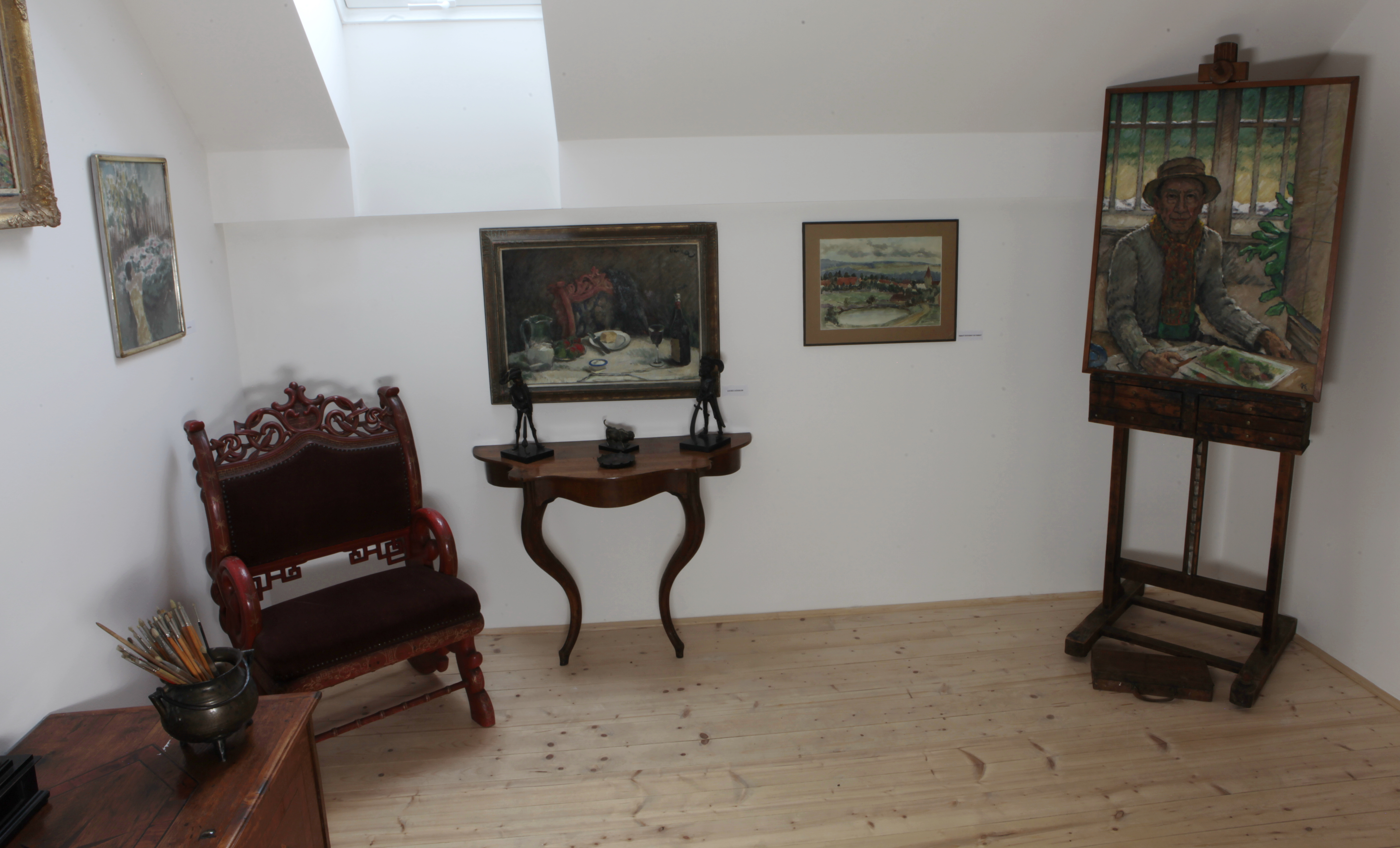
Muzeum Štěpánovska, expozice, 2013